# Judge Not
Judge Not é o primeiro single do cantor e compositor Bob Marley, creditado como "Robert Marley". A canção foi gravada em fevereiro de 1962, no Federal Studios, em Kingston, Jamaica e teve seu lançamento local no mesmo ano pela gravadora Beverley's. No mesmo ano, o single seria lançado pela gravadora Island, na Inglaterra, fruto de um acordo entre as duas gravadoras para que a última lançasse discos gravados pela primeira no mercado britânico. O disco não teria qualquer impacto tanto na Jamaica, quanto na Inglaterra e suas músicas acabariam relançadas internacionalmente pela gravadora de Marley apenas anos após a sua morte, em 1992.

## Antecedentes
Após começar a frequentar a casa de Joe Higgs, em Trenchtown, juntamente com seus amigos Bunny Livingstone e Peter Tosh e ter aulas de canto, Marley estava cada vez mais decidido a perseguir uma carreira musical. Ele sabia que dois caçadores de talentos da gravadora Berveley's - Derrick Morgan e Jimmy Cliff, ambos artistas de sucessos para a gravadora - faziam audições em um bar na zona oeste de Kingston. Então, Marley se dirigiu até o local e teve que cantar suas canções a cappella primeiro para conseguir que a gravadora aceitasse produzir o seu material.

## Gravação e lançamento
Após ser aprovado, Bob foi levado até Leslie Kong que apresentou um papel para que ele assinasse, renunciando aos royalties em favor da gravadora. Pouco mais de uma semana depois, em fevereiro, Marley foi levado ao prédio do Federal Studios onde pode gravar as suas cinco músicas, tendo músicos de sessão como banda de apoio, conhecidos como "Beverley's All-Stars". Dois singles foram lançados daquela sessão ainda naquele ano, sendo que uma das cinco canções gravadas nunca foi editada. Bob recebeu 20 libras pela sessão e um disco de acetato com a cópia da gravação master. Marley até tentou promover sozinho o disco colocando ele para tocar diversas vezes em uma lanchonete local, mas acabou proibido pelo dono. A canção seria lançada na Inglaterra pela Island no mesmo ano, também sem sucesso.

## Resenha musical
Todas as canções gravadas naquela sessão eram Skas, o ritmo que estava em evidência na Jamaica naquele momento. "Judge Not" utiliza-se de temas da parábola bíblica O Cisco e a Trave, presente no Evangelho segundo Mateus, para passar a mensagem de que a vida deveria ser vivida do jeito de cada um, sem julgar o modo de vida das outras pessoas - e, assim, também sem ser julgado. Era um tema caro ao avô de Marley, pai de sua mãe, e que criou o menino entre 1952 e 1955, enquanto a mãe dele morava em Kingston e ele ainda estava em Nine Mile.

## Legado
A canção seria incluída na coletânea Songs of Freedom, de 1992, juntamente com outros materiais raros do catálogo de Marley. Ainda, alguns versos desta canção são parafraseados pelos vocais de apoio no posterior hit da carreira solo de Bob Marley, "Could You Be Loved" - como, por exemplo, "Someone else is judging you".

## Faixas
Faixas dadas pelos livros referenciados.
Todas as faixas escritas e compostas por Bob Marley. 
| Lado A |             |         |  |
| N.º    | Título      | Duração |  |
| 1.     | "Judge Not" | 2:26    |  |

| Lado B |                         |         |  |
| N.º    | Título                  | Duração |  |
| 1.     | "Do You Still Love Me?" | 2:30    |  |